# 海德利斯島

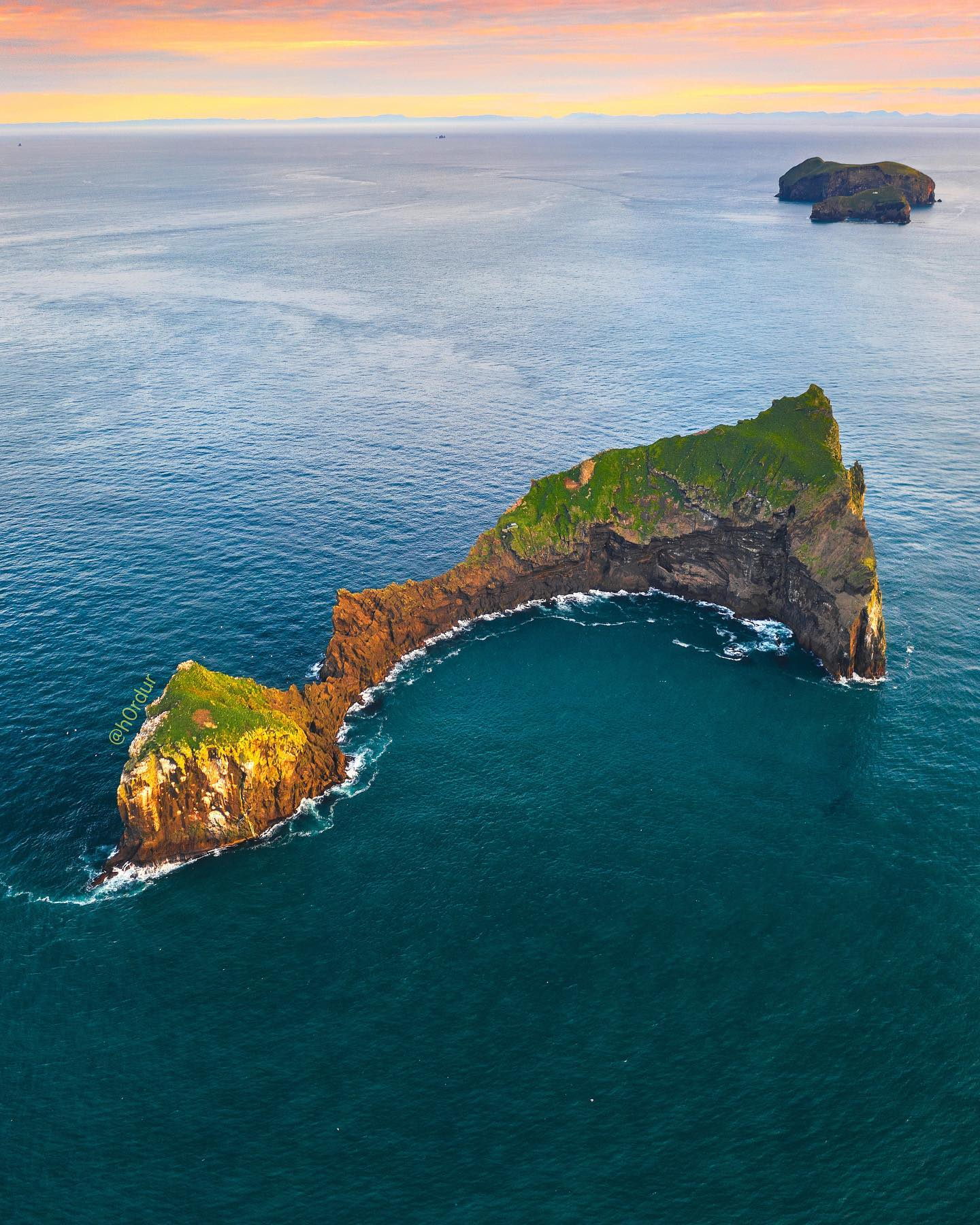
海德利斯岛

海德利斯島是冰島的火山島，位於該國南部大西洋海域，屬於韋斯特曼納群島的一部分，面積0.1平方公里，最高點海拔高度100米，島上無人居住。